# Masza Lubelski
Masza Lubelski (hebr.: מאשה לובלסקי, ang.: Masha Lubelsky, ur. 25 grudnia 1936 w Herclijji) – izraelska działaczka społeczna i polityk, w latach 1992–1996 wiceminister przemysłu i handlu, w latach 1992–1996 poseł do Knesetu.

## Życiorys
Urodziła się 25 grudnia 1936 w Herclijji w ówczesnym Brytyjskim Mandacie Palestyny.
Zdobyła wyższe wykształcenie, pracowała w sektorze edukacji. Była członkiem komitetu centralnego Histadrutu oraz sekretarzem generalnym kobiecej syjonistyczno-socjalistycznej organizacji kobiecej Na’amat.
W wyborach parlamentarnych w 1992 dostała się do izraelskiego parlamentu z listy Partii Pracy. W trzynastym Knesecie zasiadała w komisjach spraw zagranicznych i obrony; spraw wewnętrznych i środowiska oraz absorpcji imigrantów.
4 sierpnia 1992 weszła w skład, powołanego niespełna miesiąc wcześniej, drugiego rządu Icchaka Rabina jako wiceminister przemysłu i handlu w resorcie kierowanym przez Micha’ela Charisza. Po zabójstwie Icchaka Rabina i powołaniu rządu Szimona Peresa pozostała na stanowisku, pełniła swoją funkcję do końca kadencji – 18 czerwca 1996. W wyborach w 1996 utraciła miejsce w parlamencie.